# 이탈리아 방송 협회
이탈리아 방송 협회(이탈리아어: Radiotelevisione Italiana 라디오텔레비지오네 이탈리아나[*]), 약칭 RAI는 이탈리아 전 지역을 방송 대상으로 하는 이탈리아의 공영 방송이다. 이탈리아 국민에게서 징수하는 수신료 및 광고 수입이 주 수입원이다. 규모면에서는 유럽 대륙 중 5번째로 큰 방송사이다.
현재 3개의 TV채널과 3개의 라디오 채널을 가지고 있으며, 이외에도 위성 채널 및 디지털 방송 전용 채널 등을 가지고 있다. 산하에 RAI 국립 교향악단을 두고 있다.

## 역사
1924년에 'URI'(Unione Radiofonica Italiana)라는 이름으로 개국하였다. 그 해 10월 5일 로마 오페라 극장에서 베니토 무솔리니의 취임 방송을 하였다. 1927년에는 Ente Italiano per le Audizioni Radiofoniche (EIAR)로 바뀐다.
1944년 제2차 세계대전 종전 이후에 이름을 'Radio Audizioni Italiane'로 바꾸었다. 현재 방송국의 약칭인 'RAI'라는 명칭은 여기에서 비롯된 것이다. 1954년 1월 3일에 텔레비전 방송을 시작하면서 정식 명칭은 현재의 'Radiotelevisione Italiana'로 바뀌었다. 1957년에는 상업 광고를 개시하였는데, 특이한 점은 광고를 TV쇼의 형태로 제작한 후, 이를 한편당 2분 15초로 한 것을 4개씩 묶어 TV 프로그램 형태로 보내는 방식이다. 광고 효과는 매우 좋았으나, 광고량이 한정되어 있는 문제점과 제작 비용이 매우 높았던 문제점이 지적되었고 1977년 컬러 텔레비전이 시작된 이후 일반적인 형태의 블록광고 형태로 바뀌었다.
세계대전 종전 이후에서도 RAI는 여전한 친정부적 성향을 띠었다. 1960년대 후반에 사회운동의 활성화로 RAI의 친성부적 성향에 대항하여 지역 별로 라디오를 개국하는 자유라디오 운동이 일어나게 되었다. 이 자유라디오 운동이 기독교민주당 정권과 RAI에 위협이 되자, 각 지역 방송을 폐쇄시키는 한편 RAI의 운영 형태를 개편하였는데, 각 채널마다 보도국을 별도로 두어 독립적으로 운영할 수 있도록 하였다. 그에 따라 RAI1는 보수성향의 기민당을, RAI2는 중도성향의 사회당, RAI3는 진보성향의 공산당이 각각 지배하게 된다.
그러다 1977년 헌법재판소의 판결로 전파의 독점적 이용권리가 상실되면서, 각각의 지역방송이 생겨나기 시작하였고, 1980년대에는 사회당의 베티노 크락시 총리가 지역방송들에 대한 규제를 완화하면서 전국적 규모의 민영방송이 허가되면서, RAI의 방송 독점 시대가 막을 내리고 RAI는 이들 방송국들과 경쟁하게 되었다. 특히 베티노 크락시와 친분을 가졌던 실비오 베를루스코니가 방송 사업을 확장함으로써 RAI에 견줄수 있는 경쟁 상대로 거듭났다. 특히 베티노 크락시 총리의 민영방송의 규제완화와 이후 정권에서 지속적인 규제완화와 더불어 1990년에 민영방송국에서 보도 프로그램을 생방송으로 방송할 수 있도록 허용하면서 RAI의 입지가 매우 좁아지게 되었다. 여기에 RAI는 시청률 경쟁속에서 오락 프로그램의 비중을 늘리면서 상업 방송국과 다를바 없는 모습을 보여주고 있다.
1993년 2월 보도국 기자들이 뉴스 앵커의 릴리 그루베르를 중심으로 하여 브루노 베스파 보도국장을 강제 퇴직시키면서 정당의 개입 비중이 다소 줄어들었으나, 실비오 베를루스코니 2기 집권기 이후 RAI 이사장을 교체하여 정권의 개입이 심화되었다.
원래 2003년 12월에 이탈리아 국회 내에서 가결된 가스파리 법에 의해 분할 민영화가 될 예정이었으나, 당시 이탈리아의 총리였던 실비오 베를루스코니가 메디아셋 산하 3개의 민영 방송국을 소유하고 있었던 점 때문에 특정 업체에 유리할 것이라는 비난을 사 민영화 계획은 무산되었다.
2006년 토리노 동계 올림픽에서 중심적인 역할을 했던 방송사이며, 특히 이탈리아에서 열리는 자동차 경주인 지로 디탈리아의 중계 방송사로도 널리 알려져 있다.

## 채널

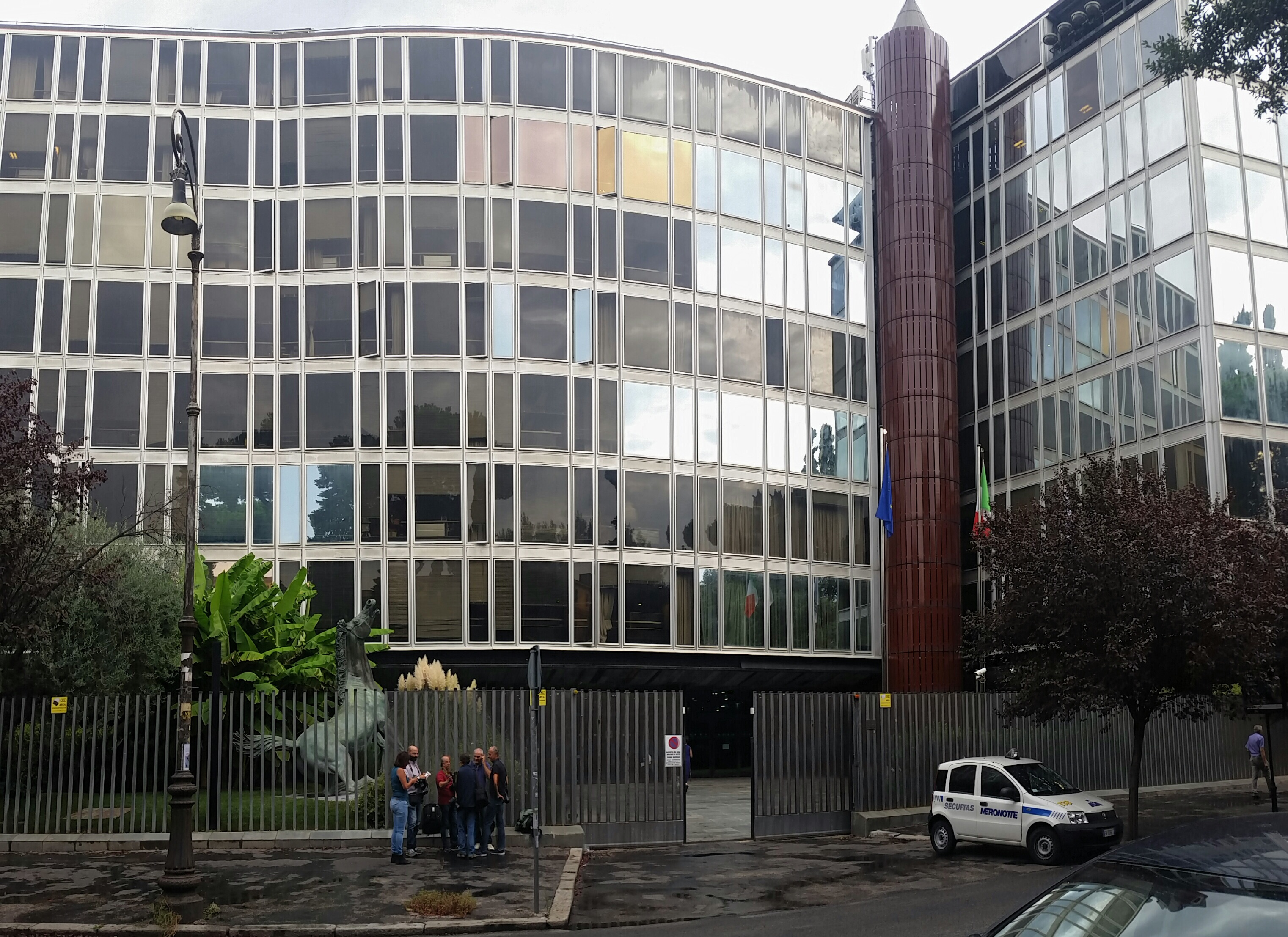
Rai의 로마 본사

### 텔레비전

#### 메인 채널
- Rai 1 : 1954년 1월 3일 개국. 종합 채널. 뉴스, 오락, 음악, 스포츠 프로그램 등. (HD)
- Rai 2 : 1961년 11월 4일 개국. 종합 채널. 청년층 대상 프로그램 방송. (HD)
- Rai 3 : 1979년 12월 15일 개국. 종합 채널. 지역 중심의 방송. (HD)
- Rai 4 : 종합 채널. 영화 및 TV 시리즈 중심. (HD - 위성)
- Rai 5 : 종합 채널. 문화 및 다큐멘터리 중심. (HD - 위성)
- Rai Gulp : 어린이 채널 (HD - 위성)
- Rai Movie : 영화 채널 (HD - 위성)
- Rai News24 : 뉴스 채널 (HD - 위성)
- Rai Premium : 과거 인기 드라마를 중심으로 방송. (HD - 위성)
- Rai Scuola : 교육 채널 (HD - 위성)
- Rai Sport : 스포츠 채널 (HD)
- Rai Sport 2 : 스포츠 채널[4]
- Rai Storia : 역사 및 다큐멘터리 채널 (HD - 위성)
- Rai YoYo : 미취학 아동 채널 (HD - 위성)
- Rai HD : 고선명 텔레비전 채널[5]
- Rai Italia : 국제 방송
- Rai World Premium : 이탈리아 문화 중심의 국제 방송
- Rai Ladinia : 트렌티노알토아디제주를 대상으로 한 라딘어 방송
- Rai Südtirol : 트렌티노알토아디제주를 대상으로 한 독일어 방송
- Rai 3 BIS FJK : 프리울리베네치아줄리아주를 대상으로 한 슬로베니아어 방송

#### 제휴 채널
- Euronews
- Camera dei Deputati
- Senato della Repubblica

### 라디오

#### 메인 채널
- Rai Radio 1 : 뉴스, 시사 중심 방송
- Rai Radio 2 : 중장년층 대중 가요 및 토크 방송
- Rai Radio 3 : 클래식 및 교양 방송
- Rai Radio Tutta Italiana
- Rai Radio 3 Classica : 클래식 및 오페라 방송
- Rai Radio Techete'
- Rai Radio Live : 음악 방송
- Rai Radio Kids
- Rai Radio 1 Sport : 스포츠
- Rai Radio 2 Indie

#### 특수 채널
- Rai Isoradio : 교통 방송
- Rai GR Parlamento : 이탈리아 국회 방송

#### 지역 방송
- Rai Radio Südtirol : 트렌티노알토아디제주를 대상으로 한 독일어 방송
- Rai Radio Trst A : 프리울리베네치아줄리아주를 대상으로 한 슬로베니아어 방송
- Rai Radio 1-FVG : Rai Radio 1의 프리울리베네치아줄리아주 지역 채널. 이탈리아어 및 프리울리어 방송

#### 이전 채널
- Rai Italia Radio : 국제 방송. 2011년 12월 31일 폐국.

## 뉴스 조직
- TG1 (TV) : Rai 1에서 방송. 논조면에서 대체적으로 보수파를 대변한다.
- TG2 (TV) : Rai 2에서 방송. 논조면에서 대체적으로 중도파를 대변한다.
- TG3 (TV) : Rai 3에서 방송. 논조면에서 대체적으로 진보파를 대변한다.
- TGR (TV,라디오) : 각 지역별로 지역 뉴스를 Rai 3으로 공급한다.
- 라이 뉴스(Rai News) (TV,문자다중방송) : Rai 뉴스 24(Rai News 24) 채널과 웹사이트 Rai News(민간 회사의 다른 신문사와 협력하여), 문자다중방송인 Rai Televideo를 운영하고 뉴스를 공급한다.
- 조르날레 라디오 라이(Giornale Radio Rai) (라디오) : Rai 라디오 1, Rai 라디오 2, Rai 라디오 3에서 라디오 뉴스를 방송.
- 라이 파를라멘토(Rai Parlamento) (TV,라디오) : 의회 관련 프로그램을 방송. 3개의 종합 채널과 라디오 방송인 Rai Gr Parlamento에서 방송.
- 라이 스포츠 (Rai Sport)(TV) : 스포츠 관련으로 3개의 종합 채널과 Rai News 24, 두 개의 스포츠 채널(Rai Sport 1, Rai Sport 2)에서 방송.

## 사옥 현황
| 위치     | 텔레비전 제작 센터                   | 공연장/극장 | 스튜디오 수 |
| -------- | ------------------------------------ | ----------- | ----------- |
| 로마     | CPTV Via Teulada, 66                 |             | 9           |
| 로마     | CP Saxa Rubra                        |             | 16          |
| 로마     | Studi Dear, Via Ettore Romagnoli, 30 |             | 6           |
| 로마     | Teatro delle Vittorie                | 1개 극장    |             |
| 로마     | Rai Auditorium of Foro Italico       | 1개 공연장  |             |
| 밀라노   | CP corso Sempione, 27                | 3개 공연장  | 5           |
| 밀라노   | East End Studios via Mecenate, 76    |             | 4           |
| 나폴리   | CP Viale Marconi, 9                  | 1개 공연장  | 7           |
| 토리노   | CP via Verdi, 16                     | 1개 공연장  | 6           |
| 토리노   | Grattacielo Rai Corso Bolzano        |             | 5           |
| 팔레르모 | CP Viale Strasburgo                  |             | 4           |

### 지역 사무소
- 북서부 지역: 제노바, 세인트프리스토프
- 북동부 지역: 볼로냐, 볼차노, 트렌토, 트리에스테, 베네치아
- 중부 지역: 안코나, 피렌체, 페루자, 페스카라
- 남부 지역: 바리, 캄포바소, 코센차, 포텐차
- 도서 지역: 칼리아리, 팔레르모

### 해외 사무소
각 해외에서 RAI 사무소를 두어, 이탈리아에서 방송되는 뉴스 보도를 제공한다. 각 사무소의 지역은 아래와 같다.:

브뤼셀, 파리, 베를린, 런던, 뉴욕, 베이징, 카이로, 예루살렘, 나이로비, 모스크바, 리우데자네이루